# Los Duques
Los Duques es una de las 25 pedanías pertenecientes al término municipal de Requena, en la Comunidad Valenciana, España. Perteneciente a la provincia de Valencia.
En enero de 2024 su población censada era de 84 habitantes (49 hombres de los que algunos son centenarios y 35 mujeres) (INE), aunque puede alcanzar 4 veces esta cantidad en vacaciones de verano, Pascuas y fines de semana. Los últimos años y a raíz de la pandemia de COVID, se ha producido una búsqueda de viviendas por parte de nuevas familias que desean un lugar apartado de las grandes aglomeraciones urbanas lo que ha redundado en una notable dinamización de la población con nuevos vecinos.
La caída de los precios de la uva para vinificación desde finales del siglo XX y la búsqueda de mejores condiciones de vida y servicios, produjo un lento pero constante éxodo de la población joven, sobre todo a la ciudad de Requena, pero también a Utiel y Valencia. Todo ello unido a la nula natalidad, ha producido un envejecimiento y despoblamiento continuo acentuado en los primeros años del siglo XXI, dando lugar a que muchas viviendas sean ocupadas exclusivamente los festivos y vacaciones con carácter secundario. En los meses veraniegos, no obstante, Los Duques recobra la vitalidad perdida con la vuelta de los descendientes de sus anteriores moradores a disfrutar de sus áreas recreativas, como la Piscina, Frontón, etc que se constituyen en centros de encuentro de sus vecinos.
Los apellidos más frecuentes en las familias de Los Duques han sido Martínez, García, Piqueras, Herrero, Claramunt, Pérez, Cardona, Fernández, Giménez, Pardo, Ibáñez, Nuévalos, Montes, López, etc.

## Localización y accesos
Se encuentra a 10 km de Requena y 70 de la capital. Desde Requena, tomando dirección Albacete, pasando El Pontón, y desde Valencia o Madrid, tomando la primera salida de la autovía hacia Requena, y después dirección Albacete. Se encuentra ubicada entre sus dos aldeas hermanas de Campo Arcís (a 3,5 km dirección este, y Casas de Eufemia (a 1,5 km dirección noroeste).

## Toponimia
Sobre el origen del nombre de la aldea no hay total seguridad, ya que posiblemente provenga del apellido de los primeros moradores, así lo afirma Juan Piqueras Hava en su "Geografia de Requena- Utiel": “Su nombre es seguramente derivado como en otros casos del apellido de sus primeros pobladores, atendiendo a que en las relaciones de vecinos de mitad del siglo XIX el apellido Pérez-Duque estaba muy extendido”.  Este historiador también documenta que la formación de Los Duques como núcleo compacto es bastante reciente, ya que en 1870 solo se agrupaban 14 casas. Desde principios del siglo XX los vecinos de diversos caseríos próximos ( Valderrama, Casas de Lázaro, Las Muelas, Las Casillas, La Alcantarilla, Casa Duarte, etc) se trasladaron prácticamente en masa a esta pedanía buscando mejores condiciones de vida y servicios que de forma aislada no podrían tener (tiendas de comestibles, panadería, barbería, lugares recreativos, etc)
Pese a la tesis sobre el nombre de la población, otros autores apuntan que fue tras la Batalla de Almansa en que los Duques de Orleans y de Berwick, triunfadores en la contienda pernoctaron en este lugar antes de dirigirse hacia Valencia y de ahí el término "Los Duques".
Posteriormente, en 1940 se construyó la carretera local de Campo Arcís, que fue un eje de crecimiento de la población. Junto a esta carretera se levantó la Iglesia Parroquial de Nuestra Señora de la Encarnación, patrona de Los Duques, también contribuyó al despegue el núcleo el Descargadero de Uvas (para su transporte en camión a la Cooperativa Vinícola Requenense en Requena) situado enfrente de la actual Cooperativa Vinícola "La Encarnación" datando esta de principios de los años 60.
En 1975 se instala el abastecimiento de aguas potables acabando poco a poco con los pozos familiares de donde se surtían los vecinos. Todo ello junto al asfaltado de calles y plazas y la construcción del Frontón y la piscina dieron un nuevo aire a la localidad.
Las Calles de Los Duques suelen tener denominaciones geográficos, La Rambla, La Estrella, El Aire, el Sol, etc. La única que tiene nombre de personaje es la denominada Plaza de Arriba o de Marin Lázaro, político de la zona de principios del siglo XX. Otros nombres son la Plaza de Abajo o Plaza La Unión, el Rinconcillo, el Barriete (situado en la parte alta), etc.

## Equipamientos
Los Duques, a pesar de su tamaño, cuenta con una serie de servicios que ofrecen comodidad a sus habitantes que ya disponen de acceso a internet por fibra óptica, un bar que sirve de centro de reunión a sus moradores, consultorio médico con farmacia dos veces por semana, centro social de la 3.ª edad y centros sociales de juventud, donde los jóvenes se reúnen para pasar su tiempo de ocio.
En cuanto a la dotación deportiva, Los Duques cuenta con una estupenda Piscina que da un gran servicio en los calurosos días de verano y donde acuden regularmente no solo sus vecinos sino mucha gente de la Comarca, junto a ella se encuentra el Frontón, además de una pista multifuncional para deportes como fútbol sala, baloncesto, tenis..., campo de petanca, campo de fútbol, etc . Además para los más pequeños, cuenta con un parque junto al Frontón.
Actualmente existe en sus inmediaciones una Cuadra de caballos y un incipiente núcleo de adiestramiento de aves rapaces 
junto a un proyecto de aeródromo deportivo.
Las calles de Los Duques están en su totalidad en perfecto estado, y el agua potable, ha tenido el suministro adecuado incluso en los veranos.
La Iglesia de la Encarnación se encuentra a la salida del núcleo urbano junto a otras edificaciones. Su fachada está rematada en cornisa barroca curvilínea y espadaña central con campana, cruz de hierro y veleta. La puerta de acceso al templo está formada por un arco apunado con vano vidriado y sobre ella un óculo. La parte inferior de la fachada tiene un zócalo de piedra rústica. La cubierta es a doble vertiente y en la parte posterior se ve un saledizo con ventana para la sacristía.
Su interior, de planta rectangular, está cubierto por una bóveda esquifada. El retablo del altar, de reciente construcción, tiene tres hornacinas: en la central encontramos la imagen de la Virgen de la Encarnación y en las laterales a San Antonio y el Sagrado Corazón. La imagen de la Virgen, de pequeñas dimensiones, se encontraba en “Casa de Lázaro” donde era conocida como La Purísima. En este templo también encontramos un pequeño altar con la imagen de San Francisco Javier, a quien también está dedicado el templo. Tiene la condición de Bien de Relevancia Local (BRL).

## Entorno natural
La Aldea se encuentra en un entorno de viñedos de los cuales se nutre la Cooperativa Vinícola LA ENCARNACION, con más de 200 socios. Se encuentra dentro de la zona del parque natural de las hoces del Cabriel.
En cuanto, a ambiente y paisajes rurales, Los Duques cuenta con una gran variedad, destacando principalmente la Fuente de Los Morenos (a unos 4,5 km de la aldea en dirección suroeste), que cuenta con una fuente sobradamente conocida, por su carácter milagroso o medicinal, especialmente apreciada para curar problemas de piel y heridas con una apreciable cantidad de azufre en su composición. Tras un desprendimiento de tierra en agosto de 2014 fue sepultada, pero el agua volvió a brotar espontánea. En la actualidad hay movimientos ciudadanos para pedir a las Administraciones Local de Requena y Autonómica Valenciana su limpieza y reapertura.
Cerca de esta famosa Fuente se encuentra la Solana de las Pilillas donde hay unos lagares de época ibérica. Se trata de cubetas excavadas en la roca para la elaboración de vino. Es un conjunto de lagares excavadas en la roca, algunas desprendidas de la ladera. Datan de la época ibérica y posiblemente el origen de las primeras bodegas del Mediterráneo occidental.  La Solana de las Pilillas es un yacimiento formado por cuatro lagares excavados en roca a los que se asocian una serie de estructuras anexas relacionadas con la producción, elaboración y almacenamiento de vino, donde por las características de los materiales arqueológicos asociados a suelos de ocupación, el yacimiento se ha datado entre final del siglo VII y el siglo V a. C.
Para llegar allí, tomar dirección hacia Los Duques desde Requena. Una vez en allí entrar en el núcleo urbano en dirección hacia la Fuente de los Morenos (4,5 km). Seguir una pista asfaltada que acaba siendo una pista sin asfaltar amplia y bien cuidada. Las estructuras de piedra están a ambos lados del camino una vez se deja a la izquierda la bajada a la Fuente de los Morenos.
El segundo lugar no es tan conocido, excepto por los vecinos de Los Duques, y se trata de La Alcantarilla, que se suele acudir en Pascua, o cuando se quiere disfrutar del campo.

## Festividades
La Patrona de Los Duques, es Nuestra Señora de la Encarnación, y en honor a ella, se celebran las fiestas patronales alrededor del 25 de Marzo, si bien en ocasiones se traslada al mes de abril por coincidencia de fechas con la Semana Santa. En ellas, se celebran numerosos actos como paellas, bailes, procesión, concursos...
En verano (agosto) y ya durante bastantes años también se celebra la Fiesta del Melón, puesto que el suelo de esta Aldea produce unas estupendas sandías y melones de secano en época estival (se dice en la comarca de Requena-Utiel que, para melones, los de Los Duques); y recientemente está ganando impulso la celebración de la Feria de Abril (eso sí, en mayo) como tributo a la de Sevilla.